# Dentatisyllis carolinae
Dentatisyllis carolinae är en ringmaskart som först beskrevs av Francis Day 1973.  Dentatisyllis carolinae ingår i släktet Dentatisyllis och familjen Syllidae. Inga underarter finns listade i Catalogue of Life.